# Independent-Titel
Independent-Titel ist ein in der Medienbranche geprägter Begriff für deutsche Zeitschriftenneugründungen, hinter denen kein Großverlag oder Medienkonzern steht. Oft sind die Gründer ein Zusammenschluss einzelner Personen.
Im Jahre 2003 begann eine Gründerwelle im Printmarkt, nachdem Medienunternehmen aufgrund sinkender Anzeigen- und Verkaufsumsätze Journalisten, Kreative und Kaufleute entließen und kaum in Innovationen investierten. Gleichzeitig wurden die Produktionsmittel zur Erstellung einer Zeitschrift durch die jahrelange Technisierung und Digitalisierung der Verlagsindustrie immer erschwinglicher.
Die Zeitschriften zeichnen sich teilweise durch Mut zu besonderen Themen und ungewöhnliche Gestaltungen aus. Oft geht es um Lifestyle, Mode und Kultur. Durch kreative Mischung der Inhalte sind viele Titel oftmals keiner herkömmlichen Zeitschriftengattung zuzuordnen.
Zu den bekanntesten Titeln gehören "Achtung", "Dummy", 2004 gegründet von einem ehemaligen Spiegel-Redakteur, "Monopol", "Sleek" und "Qvest". Die meisten Magazine haben ihren Sitz in Berlin oder Hamburg.
Zitat aus einer Pressemitteilung der LeadAward-Jury (Januar 2007), die Zeitschriften auszeichnet: "Überraschend stark sind auch wieder die Independent-Titel. Wie in den letzten Jahren bringen sie es auf eine Fülle von Nominierungen und stellen damit ihre kreative Vorreiterrolle auf dem deutschen Zeitschriftenmarkt unter Beweis."
Als Pioniere dieser Gattung werden in der Berichterstattung oft die unabhängigen Magazine mare (seit 1997) und brand eins (seit 1999) genannt.

## Liste Independent-Zeitschriften
- Gazelle Magazin (Frauenmagazin)
- 11 Freunde (Magazin für Fußballkultur; 2000 gegründet, 2010 von Gruner & Jahr übernommen)
- 032c („Contemporary Culture“)
- Achtung (Mode)
- B2 Magazine (Urban Culture)
- Blix (kostenloses Veranstaltungsmagazin, gegründet als Gegenöffentlichkeit zur Schwäbischen Zeitung)
- Bold (ehem. Face Magazin) (Lifestyle)
- Cover (Medienmagazin)
- Dare (Kunstmagazin)
- Deutsch Magazine (Lifestyle)
- Dummy (Gesellschafts- und Reportagemagazin)
- Emotion (Frauenmagazin; zunächst gegründet von Gruner & Jahr, dann von Verlagsleiterin übernommen)
- Enorm (Wirtschaftsmagazin)
- Garcon (Gastronomie, Hotellerie & Lebensart)[1]
- Gute Idee (Modernes Leben in Ostdeutschland)
- HekMag (Fashion, Design, Kunst)
- K-West (Feuilleton für Nordrhein-Westfalen)
- Lodown Magazine (Kunst, Entertainment, Sport)
- Missy Magazine (Popkultur, Politik und Style mit feministischer Haltung)
- Monopol (Kunst; inzwischen von Konzern übernommen)
- mucbook print (Leben, Kunst und Studium in München, text:bau Verlag)
- Neue Narrative (Arbeit, Wirtschaft)
- proud magazine (Berlin-Lifestyle, Fashion, Art und Music)
- Quality (Mode)
- Quottom (Kultur und Gesellschaft)
- Qvest (Mode)[2]
- REPORTAGEN (Reportage-Magazin)
- Retrotrend RT-Magazin
- Sepp (Münchner Szene-Magazin)
- SLEAZE Magazin (Zeitgeistmagazin)
- Soul of Street (Straßenfotografie)
- TEASER Magazin (Mode, Beauty, Lifestyle)
- Tush (Design, Mode, Lifestyle)
- Sleek (Kunst, Fotografie, Mode)
- uMag (Alternatives Lifestylemagazin)
- Vorn (Kunst, Fotografie, Mode)
- Zoo Magazine (Mode, Kultur, Kunst, Reise)
- ZurQuelle Magazin (Junges Gesellschaftsmagazin, Popkultur, Satire)